# Terra de Arnhem

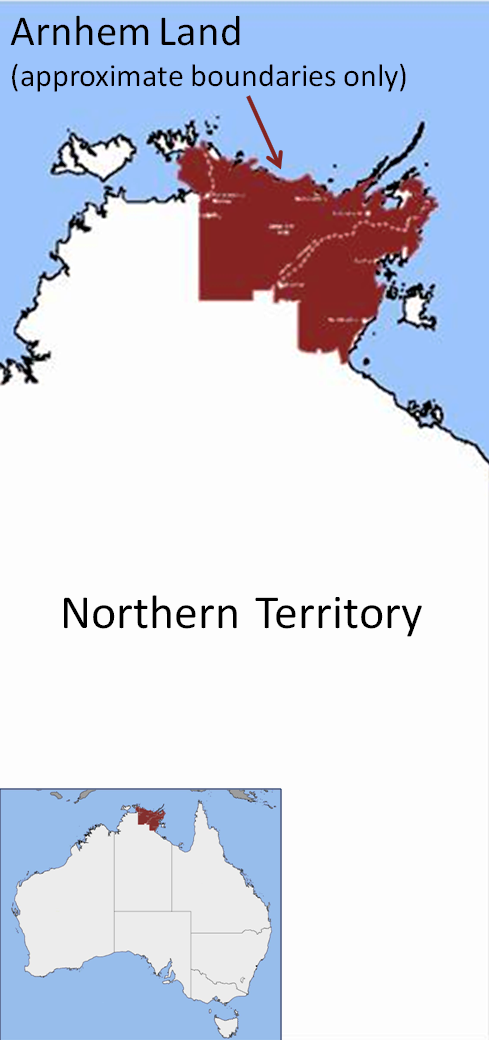
Limites aproximados da Terra de Arhnem.

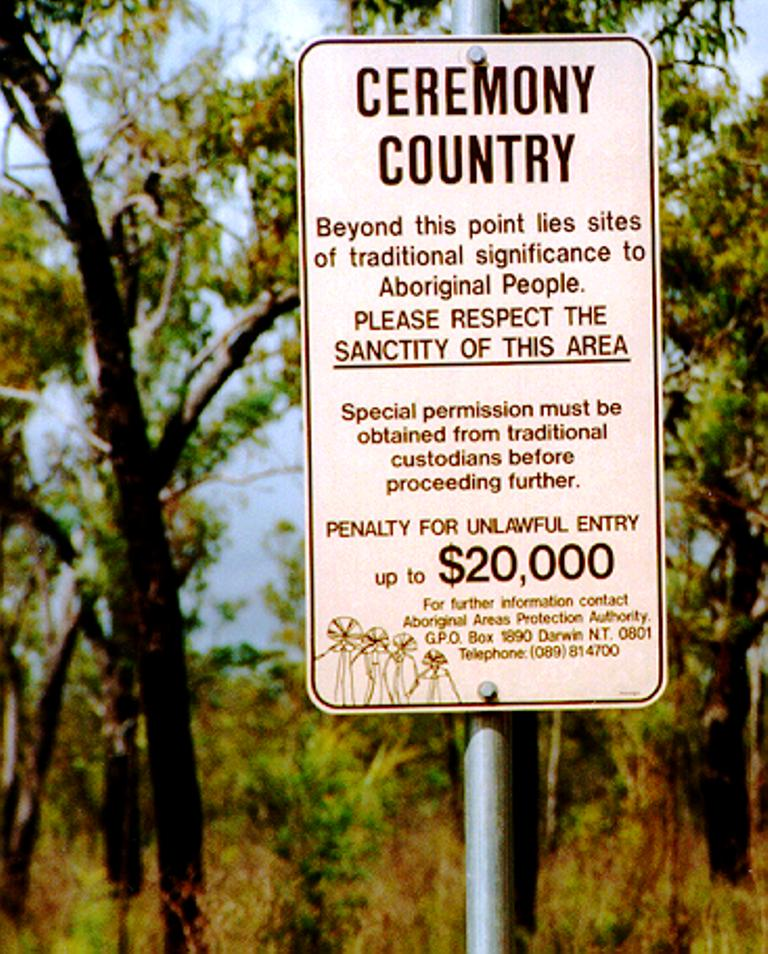
Algumas áreas de profunda importância cultural para os habitantes indígenas estão fora dos limites da Terra de Arnhem.

A  Terra de Arnhem  (em inglês:  Arnhem Land) é uma região com cerca de 97 000 km² e uma população de 16 230 habitantes situada no canto nordeste do Top End do Território do Norte, Austrália, a uns 500 km da capital do território, Darwin. Foi assim chamada pelo navegador Matthew Flinders em homenagem ao navio  neerlandês Arnhem, que explorou esta costa em 1623.
Foi declarada Reserva Aborígene em 1931, já que aqui habitam os yolngu, um dos maiores grupos indígenas da Austrália (população: 16 230 habitantes).

## Geografia

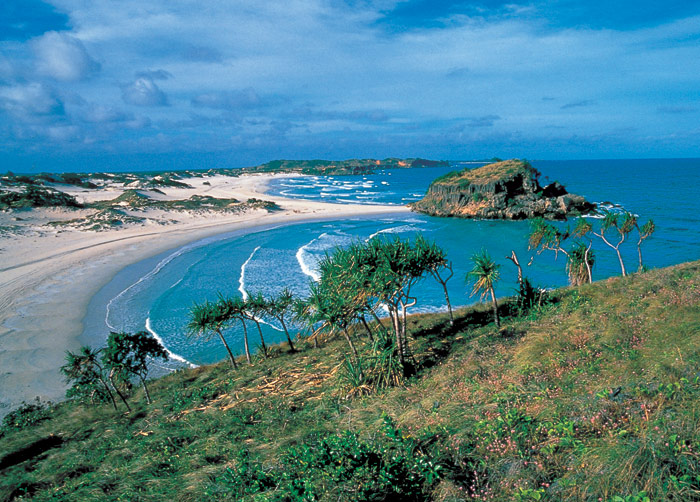
Nanydjaka, Costa do Cabo Arnhem.

A área estende-se desde Port Roper no golfo de Carpentária, junto da costa, até ao rio East Alligator, que limita com o Parque Nacional Kakadu. Os centros mais importantes são Jabiru, na fronteira do Parque Nacional Kakadu, Maningrida na foz do rio Liverpool, e Nhulunbuy (também conhecida como Gove), no extremo nordeste, na península de Gove. Gove é o lugar de onde se extrai bauxite em grande escala, tendo uma refinaria de alumina associada. O centro administrativo é a cidade de Nhulunbuy, e este núcleo populacional ocupa o quarto lugar no Território do Norte em número de habitantes.
O clima da Terra de Arnhem é tropical de monções com uma estação húmida e uma seca. As temperaturas não variam muito durante todo o ano,embora possa variar desde um mínimo durante a noite de 15°C  na estação seca (abril-setembro) a máximos diários de 33°C na estação úmida (de outubro a março).

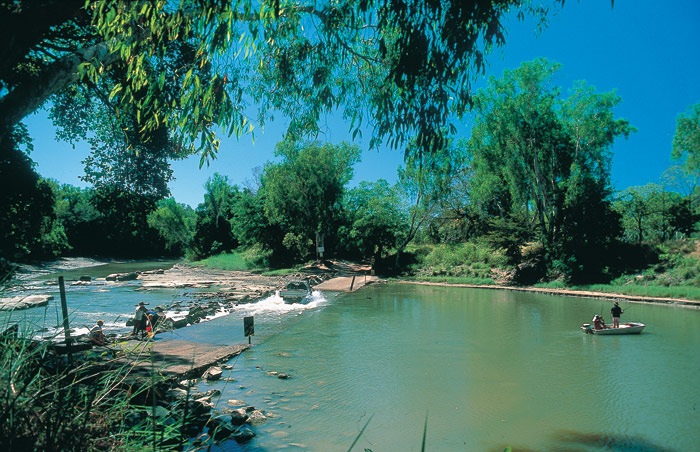
Travessia do rio East Alligator.

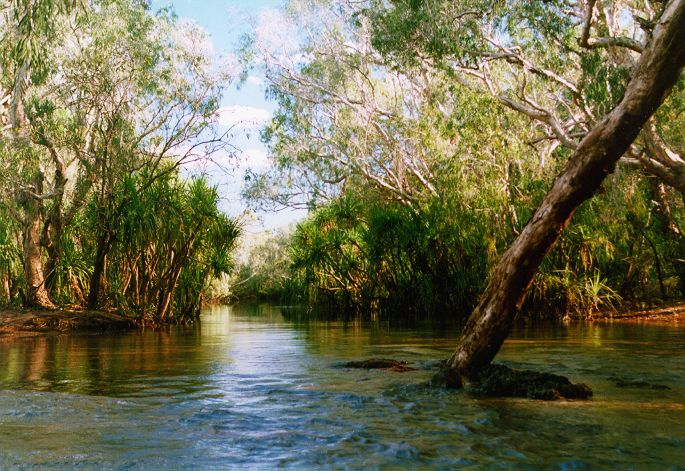
Travessia do rio Goyder, autoestrada central de Arnhem.

## Referencias
1. ↑  Australian Demographic Statistics. «População». 2-10-2008. Consultado em 24 de dezembro de 2008